# Путятино (Глинковский район)
Путя́тино — деревня в Смоленской области России, в Глинковском районе. Население — 21 житель (2007 год) . Расположена в центральной части области в 13 км к северу от села Глинка, в 14 км южнее автодороги Р134 «Старая Смоленская дорога» Смоленск — Дорогобуж — Вязьма — Зубцов, в 20 км западнее автодороги Р137 Сафоново — Рославль. Входит в состав Ромодановского сельского поселения.

## История
В годы Великой Отечественной войны деревня была оккупирована гитлеровскими войсками в июле 1941 года, освобождена в ходе Ельнинско-Дорогобужской операции в 1943 году.